# Lotus-familien
Lotus-familien (Nelumbonaceae) er en monotypisk familie med kun én slægt, den nedenstående. Der har været en del diskussion om, hvor i planteriget man skulle anbringe denne families ene slægt, men ifølge AGP II fra 2003 skal slægten have sin egen familie, som hører hjemme i Protea-ordenen.
Bladene af Lotus kan let genkendes på, at de er skjoldformede og helt runde. Modsat er bladene hos Åkande og Nøkkerose forsynet med en slids fra bladranden og helt ind til stilken. Lotus har desuden en meget karakteristisk frøstand (se billedet).
| Slægt |

- Lotus (Nelumbo)